# Dolinsko

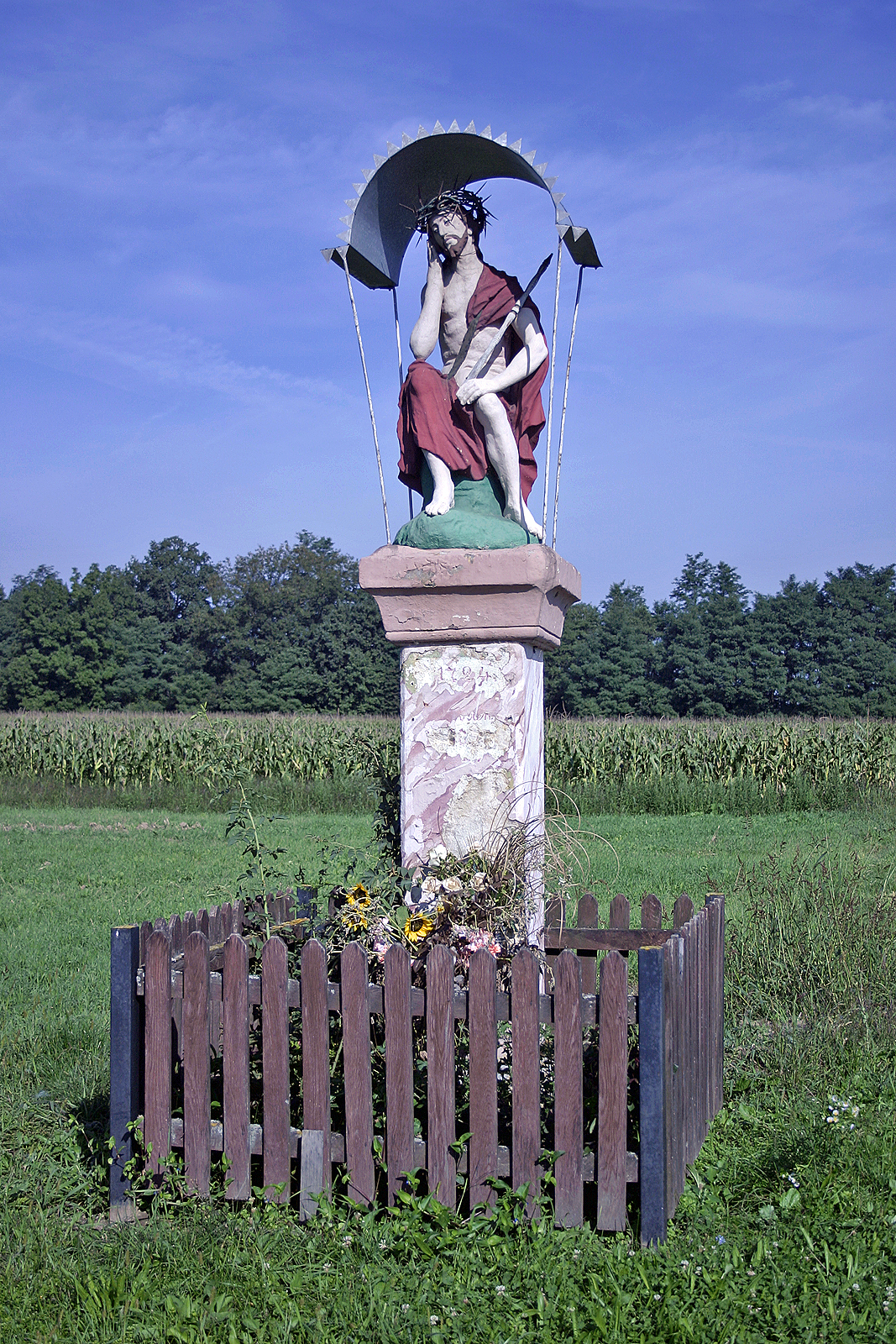
Horvát stílusjegyeket hordozó Krisztus-szobor 1724-ből Murabaráti határában

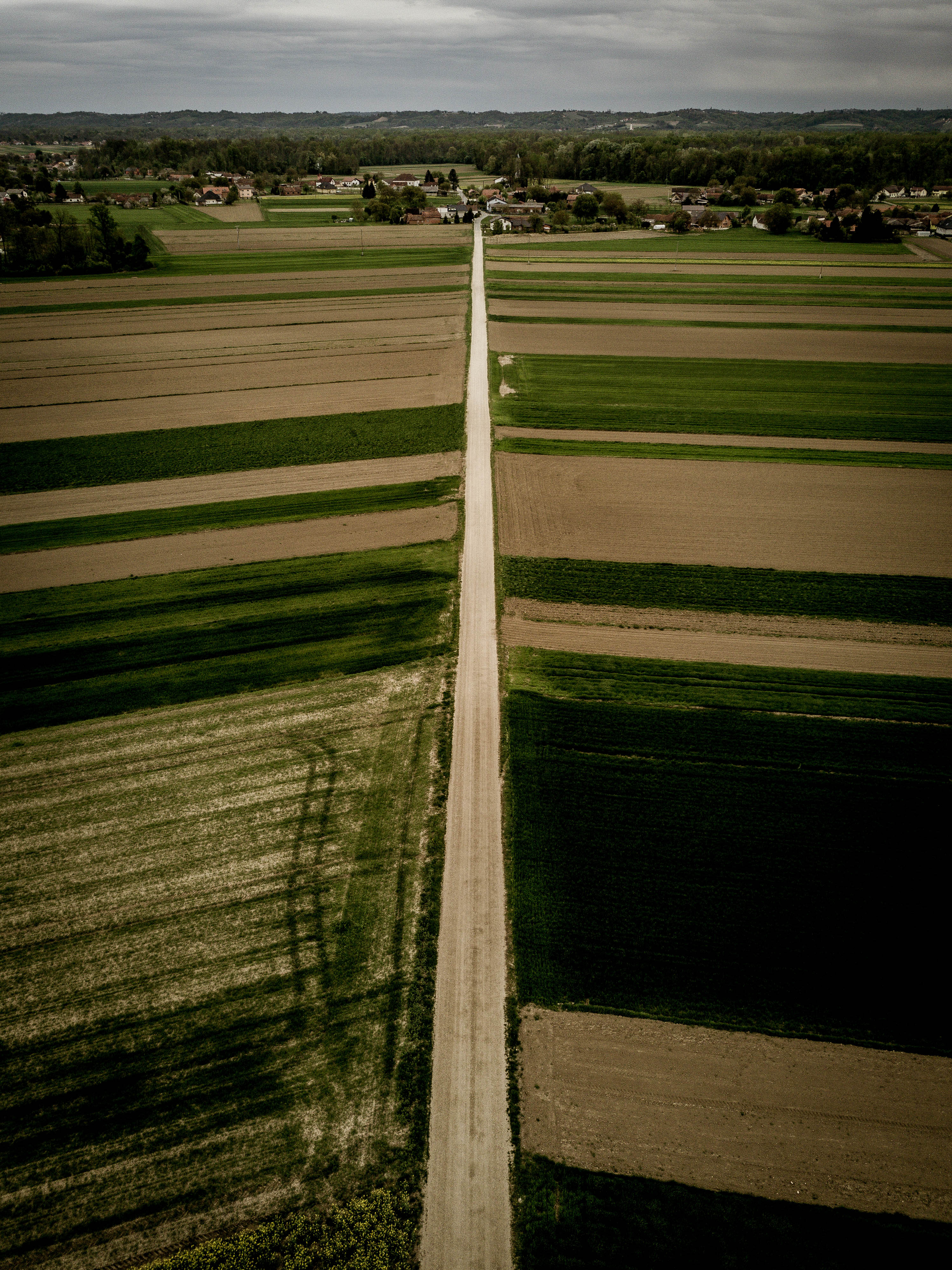
Felsőbeszterce légi felvételen

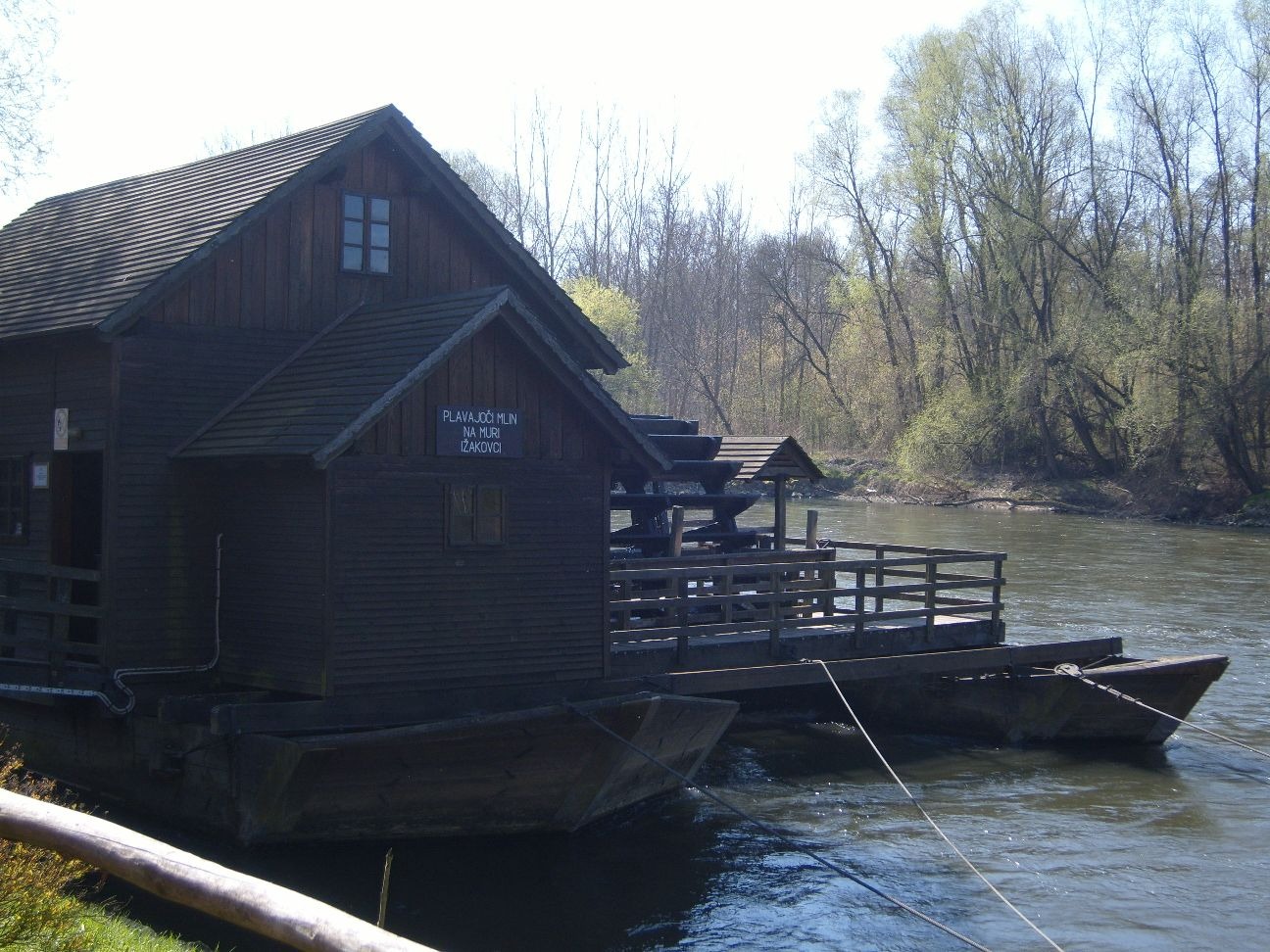
A Szerelem szigetének nevezett régi vizimalom a Murán Murasziget mellett

A Dolinsko a szlovéniai Muravidék déli résztájegysége a középső Ravensko és az északi Goričko mellett, a Mura bal partján. A népnyelvben létezik még Markovsko és Markasto elnevezés rá. Ez abból ered, hogy valaha a vidéken meglehetősen gyakori és népszerű volt a Márk vagy Márkó férfinév, ezért a magyarországi szlovénok az itteni embereket tréfásan márkók-nak (Marki) hívták illetőleg hívják még ma is.

## Története
A Dolinskónak neve ellenére semmi köze a völgységhez (sokan a dolina magyarul völgy szóval vonnak párhuzamot), a terület azonban jellegzetes pannon síkvidék és nem fekszik mélyebben a szomszédos Ravenskónál, hanem inkább annak folytatása. Ezért nevezik egyes forrásokban Dolenje Ravensko alakban (Alsó-Ravensko, Alsórevence). Következésképp a dolin képző a nevében az alsó szót jelenti.
Különválasztásának oka többnyire történelmi és nyelvi indíttatású. Amikor még az egész térség a Trianon előtti Magyar Királyság része volt, a dolinskói szlovénok, akik vend nyelvet beszélnek, Zala vármegye hatósága alá tartoztak (de ide tartozott néhány másik muravidéki település is, mint Bagonya vagy Zalaivánd is, amiket már ravenskói településként tartanak számon). 1777-ig a zalai szlovénok a zágrábi püspök fennhatósága alá estek. Ez megmutatkozik az itteni nyelvjárási jellegzetességekben is, amely jóval közelebb áll a horvát nyelvhez, illetve a kaj-horvát muraközi dialektusához (azzal nyelvjárási kontinuumot alkot), míg a Ravenskón, de főleg a Goričkón beszélt vend nyelvjárások több (főleg hangtani) jellegzetességben elütnek tőle.

## Földrajzi elhelyezkedése
A tájegységet nyugatról és délről a Mura folyó választja el a szlovén Prlekijától és a horvát Muraköztől. A folyó mentén természetes ártéri erdők, ingoványok és holtágak találhatóak. A múltban a Muraköz felé jobb közlekedési adottságok voltak, így a dolinskói vendek leginkább az ottani horvátokkal tartották a kapcsolatot. Az Észak-Muraköz és a Dolinskó lakossága még a 20. században is gyakran keveredett egymással, s nincs olyan ember, akinek ne lenne ezeken a tájékokon legalább egy horvát illetve szlovén felmenője.
A térség legfőbb települése Alsólendva, amely eredetileg színmagyar mezővárosként került a Szerb–Horvát–Szlovén Királysághoz (a későbbi Jugoszláviához). A Dolinskó keleti és délkeleti sarkában él a szlovéniai magyarság zöme, nyugatra viszont a települések már évszázadok óta szlovén lakosúak. A szlovének fő településeinek ezen a tájékon Bántornya és Belatinc mezővárosok számítottak.
A vidék fő ágazata évszázadokon át a mezőgazdaság volt. Errefelé a termőtalaj jobbnak bizonyult, mint az északi Goričkón. Lendvaerdő településen nagy hagyománya volt egykor a baromfitenyésztésnek. Az itt termelt hús, tojás, toll és élőállat nagyon keresett cikk volt a zalai, stájer és muraközi piacokon is. A második világháború után Petesháza környékén kőolajkitermelés folyt.
A lakossága ma döntően szlovén nemzetiségű. Az autochton, vend nyelvet beszélő szlovénok mellett, főleg Alsólendva környékére számos, Nyugat-Szlovéniából és Észak-Olaszországból jött család került betelepítésre az első világháború után. Az ilyen telepesek részére jött létre Pince határában a Benica kolónia, ami ma önálló falu. Számos magyar kitelepült innen, mások asszimilálódtak, de fennmaradó rész még viszonylag erős közösséget alkot ma is.
A szlovén lakosság kizárólag katolikus vallású. A zágrábi püspökség tevékenysége révén ezen a területen nem tudott meggyökeresedni a protestantizmus, mint a Ravenskón és a Goričkón. Protestáns (elsősorban evangélikus) vallást a magyar nemzetiségűek követnek ezen a területen.